# Glande à sel

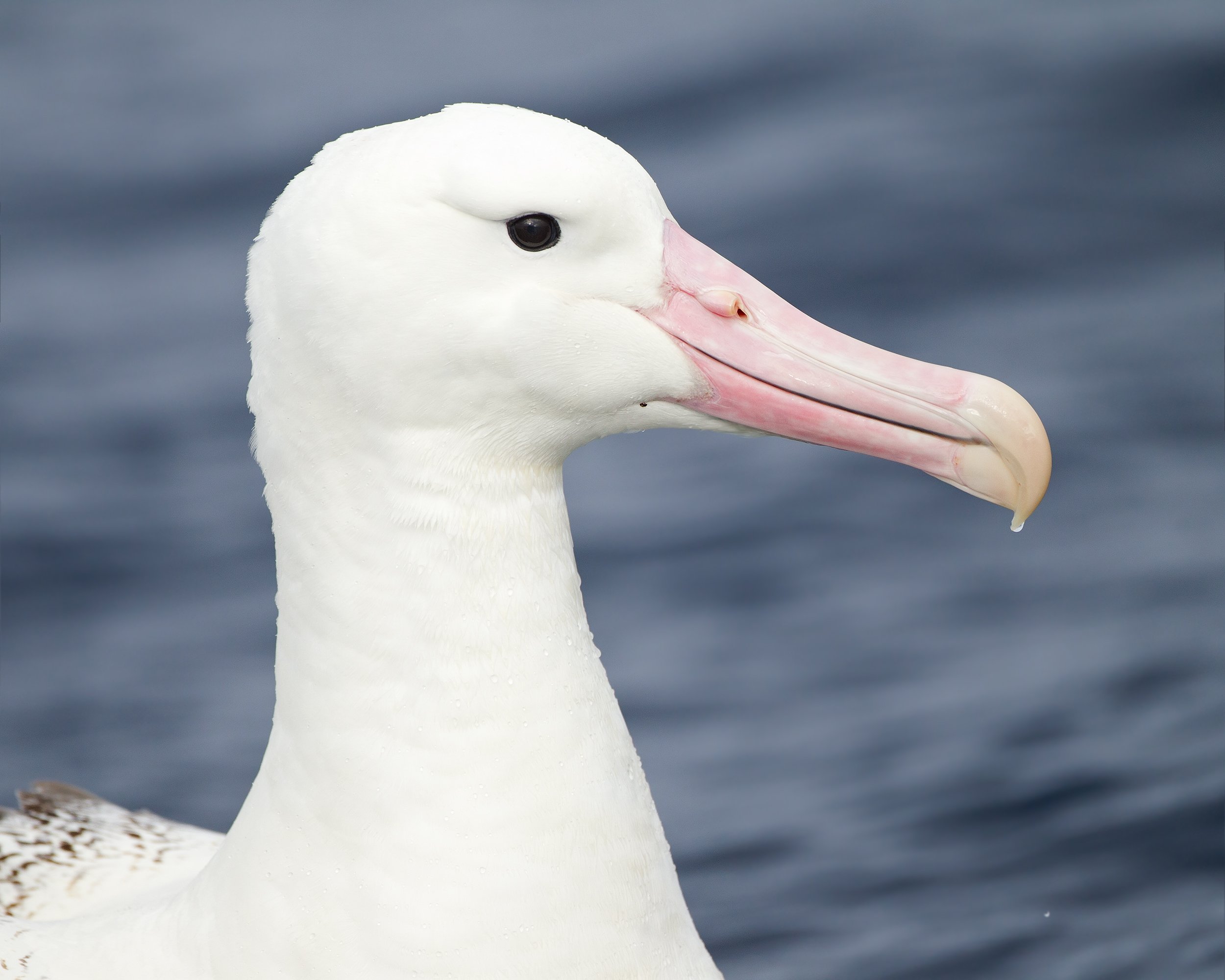
Filtrée par les glandes à sel puis expulsée par les narines, une solution hypersaline s'écoule à la pointe du nez de cet Albatros royal, donnant l'impression qu'il a « la goutte au nez ».

Les glandes à sel sont des organes qui, chez les Elasmobranchii, quelques reptiles, les oiseaux marins et quelques oiseaux terrestres vivant dans des milieux très secs comme les géocoucous, participent à l'osmorégulation interne. Ces glandes jouent un rôle actif en contrôlant le taux de sodium-potassium du sang et permettant ainsi son élimination via une solution concentrée. Le sang passant au contact des cellules de ces glandes se trouve dessalé par un processus tout à fait comparable à celui qui préside au dessalage de la sueur, ce qui permet d'excréter les surplus de sel. Ces animaux peuvent ainsi ingérer de l'eau de mer avec leurs proies. Il semble que la présence de ces glandes chez les élasmobranches et les amniotes soit une convergence évolutive.
Il existe également des glandes à sel sur les feuilles et les tiges de certaines plantes halophytes (communes dans les familles des Plumbaginaceae et des Frankeniaceae, on en trouve aussi, mais occasionnellement, dans d'autres familles). Ces glandes épidermiques assurent le rejet du sel accumulé dans les tissus à la suite de la transpiration végétale.
Chez les animaux, ces glandes maintiennent l'équilibre en sel et permettent à certains vertébrés ainsi qu'aux oiseaux marins de boire de l'eau de mer.

## Chez lesElasmobranchii
Chez les Elasmobranchii (requins, raies), la glande à sel se trouve toujours dans le rectum. Cette glande rectale permet d'éliminer le surplus de sel par les fèces.

## Chez les amniotes
Les glandes à sel se trouvent toujours dans le crâne, près des orbites oculaires ou des narines. On estime que les glandes à sel performantes des tortues marines leur permettent de pouvoir boire de l'eau de mer. Les reins de ces animaux sont en fait beaucoup moins performants que ceux des mammifères, d'autant que leur peau ne leur permet pas de sudation et donc d'excréter les sels ainsi.
Certaines théories, peu acceptées par les spécialistes de la phylogénétique, suggèrent que les conduits lacrymaux et glandes sudoripares chez les mammifères peuvent être une évolution des glandes à sel.
Le mécanisme de ces glandes chez les oiseaux et les reptiles marins, appelées depuis des siècles glandes nasales ou glandes supraorbitaires, ont été découvertes par Knut Schmidt-Nielsen en 1957.

### Les oiseaux
Les oiseaux de mer et quelques oiseaux terrestres vivant dans des milieux très secs comme les géocoucous,  expulsent le sel excès via un liquide limpide et incolore qui s'écoule par les cavités nasales. Cette solution a une concentration constante en chlorure de sodium, pouvant atteindre une concentration en sodium de 1 000 mmol/L. Le fonctionnement des glandes à sel est différent de celui des reins, puisqu'elles ne fonctionnent qu'en réponse aux stress osmotiques, d'une manière discontinue. Le volume expulsé par les cavités nasales est très supérieur au volume d'urine produit par le rein. Enfin, la glande à sel entre en action très rapidement dès que le taux de sodium crée les conditions nécessaires (environ 12 à 15 minutes).
Les glandes nasales des oiseaux de mer sont un des transporteurs d'ions les plus efficaces du monde du vivant connu.

### Cétacés
Les cétacés ne possèdent pas à proprement parler de glandes à sel. C'est la fonction sudoripare qui se charge d’évacuer le trop plein de sel. Cette fonction est hypertrophiée et poussée jusqu’à la cristallisation du sel marin pour assurer l’équilibre hydrominéral,.